# فابيو دوس سانتوس باربوزا
فابيو دوس سانتوس باربوزا (بالبرتغالية: Fábio dos Santos Barbosa‏) (9 أكتوبر 1980 في بارايبا) لاعب كرة قدم برازيلي يلعب حاليا في نادي الدرجة الأولى فلومينينسي البرازيلي في مركز الوسط المدافع . انتقل إلى نادي ليون قادما من نادي كروزيرو البرازيلي في يناير 2007 . في 10 فبراير 2007 شارك للمرة الأولى مع فريقه في بطولة دوري الدرجة الأولى في مواجهة فريق لوريان . تمت الموافقة على انتقاله بالإعارة إلى نادي ساو باولو البرازيلي من يناير إلى يوليو 2008 . في نهاية موسم 2008/2009 حدث خلال بين سانتوس ومدرب نادي ليون كلود بويل أدى إلى فسخ عقد اللاعب وبالتالي وافق على الانضمام إلى نادي فلومينينسي في صفقة انتقال حر .

## روابط خارجية
- فابيو دوس سانتوس باربوزا على موقع رابطة كرة القدم الفرنسية للمحترفين (الإنجليزية)
- فابيو دوس سانتوس باربوزا على موقع قاعدة بيانات كرة القدم.إي يو (الإنجليزية)
- فابيو دوس سانتوس باربوزا على موقع بيانات كرة القدم. دي إي (الألمانية)
- فابيو دوس سانتوس باربوزا على موقع ليكيب (الفرنسية)
- فابيو دوس سانتوس باربوزا على موقع Soccerway.com (الإنجليزية)
- فابيو دوس سانتوس باربوزا على موقع عالم كرة القدم.نت (الإنجليزية)